# المحشا (حبيش)

تعديل مصدري - تعديل

المحشا محلة تابعة لقرية الحجلة، التابعة لعزلة شباع بمديرية حبيش إحدى مديريات محافظة إب في الجمهورية اليمنية، بلغ تعداد سكانها 71 حسب تعداد اليمن لعام 2004.